# Carlos Concha Boy
Carlos Concha Boy (10 de enero de 1910 – 5 de septiembre de 1929) fue un poeta peruano nacido en El Callao, es considerado el vate chalaco más ilustre y el orgullo lírico del primer puerto peruano. Su temprano fallecimiento le impidió dejar una mayor producción literaria.

## Biografía
Carlos Concha fue hijo de Manuel Concha Cervantes y Amalia Boy Ortlhieb; fue hermano mayor de quien fuera considerado el protector de la cultura chalaca Ernesto Concha Boy. Culminó sus estudios escolares en el colegio San José de los Hermanos Maristas .
Desde temprana edad mostró habilidad para las letras, las cuales llegó a orientar en la poesía y el periodismo gracias a la guía de la también poeta y luchadora social Dora Mayer
, quien posteriormente participaría de manera clave en la preservación de la obra del joven poeta. Concha colaboró con múltiples revistas y diarios capitalinos como: "La Revista", "Mundial", "El Comercio", "La Crónica", "Variedades" y "Renacimiento", posteriormente también con el sub-decano de la prensa nacional peruana el diario “El Callao” y asimismo fundo otro diario llamado “El Puerto”; medios para los cuales escribió varios de sus poemas, los mismos que eran firmados con los seudónimos de Cándido Abril, Rolando Azur y Julio Adeli (es justamente Adeli el nombre que llevarían sendos programas radiales de difusión cultural chalaca: “El Momento Cultural Adeli” y “Suplemento Cultural Adeli”, ambos emitidos por las ondas de Radio Callao).
La calidad de los poemas y composiciones de Carlos Concha fue apreciada dentro del Perú como fuera de él, literatos como el uruguayo Gastón Figueira y el cubano Arturo Clavijo Tisseur reconocieron el valor artístico de la obra del chalaco Carlos Concha y le rindieron homenaje.

Al igual que el poeta arequipeño Mariano Melgar y el poeta limeño Javier Heraud, aunque por diferentes razones, Carlos Concha muere muy joven sin haber llegado a la madurez de su producción poética, pues sucumbe ante una larga enfermedad y fallece el 5 de septiembre de 1929 a los 19 años de edad.

## Obra
Debido a la prematura muerte del poeta, la totalidad de su obra se encontraba dispersa, es entonces que Dora Mayer, quien fuera su mentora, junto a Remigio B. Silva, Félix Soto, Néstor Gambetta, Felipe M. Boisset, Teresa Torres y Alejandro Cruz Montero se dedican a la recopilación y publicación de los 95 poemas escritos en vida por el autor, los cuales se publican en un poemario de un solo volumen bajo el nombre de “Anhelos de Redención”, aunque dicha obra también es conocida como “Angeles de Redención”.
Cuenta con una introducción que describe el carácter de su trabajo artístico: “Abrese así el tomo, flor hecha de un conjunto de simpatía y buenas voluntades, como un honroso testimonio del poder de la juventud, la ilusión y el ideal de unir los ánimos de un solo propósito; como un obsequio del Callao al Perú y del Perú al mundo literario hispanoamericano”.

## Legado
- Laines Rios toma la letra del soneto “Romanticismo” y le añadió música para componer un vals que fue interpretado por Rafael Matallana, canción que se hizo muy conocida dentro de la música criolla peruana de la primera mitad del siglo XX.[6]

- El Callao y los distritos de San Isidro y San Martín de Porres cuentan cada uno con una calle que lleva el nombre de Carlos Concha.[7][8][9] Es probable que dicho honor sea compartido por su homónimo también chalaco, el abogado Carlos Concha (1888-1944 ) quien fuera Ministro Plenipotenciario en Bolivia (1931-34), Ministro de Relaciones Exteriores (1934-36), Embajador en Brasil (1936) y en Chile (1937), Senador por el Callao (1939)  y presidente de la Comisión de Relaciones Exteriores de su Cámara en el Congreso Peruano (1939).